# Ivan Miljković
Ivan Miljković (cyryl. Иван Миљковић, wym. [iʋan miʎkɔʋitɕ]; ur. 13 września 1979 w Niszu) – serbski siatkarz, występujący na pozycji atakującego, od 1997 do 2011 roku reprezentant kraju, uważany za jednego z najlepszych atakujących na świecie, wiceprezes serbskiej federacji siatkówki.
Przygodę z siatkówką rozpoczął w 1994 roku jako uczeń. Występował wtedy w jednej z lokalnych drużyn z Belgradu. W 1997 roku podpisał kontrakt z Partizanem Belgrad. Występował w nim do roku 2000. Następnie przeniósł się do Włoch, by reprezentować barwy zespołu Lube Banca Macerata. Grał tam przez siedem sezonów. Od 2007 do 2008 roku był graczem M. Roma Volley. W latach 2008–2010 reprezentował barwy greckiego Olympiakosu Pireus.
Od sezonu 2010/11 był zawodnikiem tureckiego Fenerbahçe SK. W 2015 wrócił do Cucine Lube Banca Macerata, w sezonie 2016/2017 występował w Halkbanku Ankara.
W reprezentacji narodowej zadebiutował w roku 1997. Trzykrotnie występował na igrzyskach olimpijskich, w Sydney, Atenach i Pekinie. W Australii wywalczył ze swoją drużyną złoty medal. Na Mistrzostwach Świata w 2010 r. we Włoszech zdobył brązowy medal. Na Mistrzostwach Europy w 2011 roku zdobył złoty medal z reprezentacją Serbii i jednocześnie został wybrany najbardziej wartościowym zawodnikiem całych mistrzostw.
Od 2016 roku wiceprezes serbskiej federacji siatkówki.

## Życie prywatne
Urodził się 13 września 1979 roku w Niszu. Pochodzi ze sportowej rodziny. Rodzice grali w piłkę ręczną, a brat uprawia koszykówkę. 26 sierpnia 2008 Ivan ożenił się ze swoją wieloletnią partnerką Zeljką Mićanović. Świadkiem Ivana był jego kolega Andrija Gerić.
Studiował na Uniwersytecie Belgradzkim na kierunku nauk organizacyjnych.
Miljković uważa, że jego największą zaletą jest otwartość na wszystko i wszystkich. Jestem prawie zawsze dyspozycyjny dla kibiców i dziennikarzy – stwierdził. Natomiast jego wadą jest upór. Jeśli już się czegoś podejmę, to nie odpuszczam, póki nie skończę – powiedział.

## Kariera

### Kariera klubowa
Rozpoczął ją w 1994 roku, w wieku 15 lat. Występował wtedy w jednej z lokalnych drużyn z Belgradu. W roku 1997 przeniósł się do Partizana Belgrad. Grał tam przez trzy lata i w 2000 roku, po Igrzyskach Olimpijskich w Sydney, wyjechał do Włoch.

#### Lube Banca Macerata (2000–2007)
Ivan Miljković zadebiutował w nowym klubie w pierwszej kolejce fazy zasadniczej sezonu 2000/2001. Jego zespół pokonał 3:1 La Cascinę Taranto, a Serb zdobył 23 punkty. W kolejnym spotkaniu Lube Banca również wygrała, zwyciężając ponownie 3:1 Conad Volley Forlì. Miljković zapisał na swoim koncie 22 punkty. W kolejnych dwóch kolejkach odnieśli kolejne dwa zwycięstwa, jednakże zostali ukarani walkowerem za mecz z Acqua Paradiso Gabeca Montichiari. Na kolejne zwycięstwo czekali do siódmej kolejki, w której to pokonali Maxicono Parma 3:0, a Miljković został wybrany MVP spotkania, zdobywając 23 „oczka” przy 70% skuteczności w ataku. W kolejnym meczu zdobył 25 punktów, lecz jego zespół przegrał z Casą Modena 3:1. Kolejne dwa spotkania zakończyły się zwycięstwami zespołu z Maceraty. W dziewiątej kolejce pokonali 3:1 European Padova, a Serb zapisał na swoim koncie 21 „oczek”. W dziesiątej serii spotkań zwyciężyli Itas Diatec Trentino 3:1. Miljković zdobył 24 punkty i po raz drugi w sezonie został wybrany MVP spotkania. Kolejne dwa spotkania zakończyły się dla Lube Banci niepowodzeniem. W jedenastej kolejce ulegli Noicomowi Alpitour Cuneo 3:0, a w następnej 3:2 Sisleyowi Treviso. W ostatnim meczu pierwszej części fazy zasadniczej pokonali 3:0 Domino Palermo. Po trzynastu kolejkach Lube Banca Macerata plasowała się na piątym miejscu w tabeli. Ivan Miljković wystąpił we wszystkich rozegranych dotąd meczach.

#### M. Roma Volley (2007–2008)
Od sezonu 2007/2008 Miljković reprezentuje barwy stołecznego klubu – M. Roma Volley. W drużynie zadebiutował w przegranym 0:3 meczu o Superpuchar Włoch przeciwko Sisleyowi Treviso. W pierwszej kolejce sezonu 2007/2008 jego zespół podejmował Antonvenetę Padwa. Ivan Miljković zdobył 27 punktów, jednakże jego zespół przegrał 2:3. W kolejnym spotkaniu pokonali 3:1 RPA-LuigiBacchi.it Perugia. Miljković zapisał na swoim koncie 18 „oczek”. W trzeciej kolejce odnieśli drugie zwycięstwo, pokonując Sparkling Milano 3:0, a on został wybrany MVP spotkania, uzyskując 17 punktów. W czterech następnych spotkaniach M. Roma Volley odniosła komplet zwycięstw, a Ivan Miljković został dwukrotnie wybrany najlepszym zawodnikiem spotkania (przeciwko Cimone Modena i Prismie Taranto). W ósmej kolejce zanotowali drugą porażkę, przegrywając u siebie z Sisleyem Treviso 2:3, a serbski atakujący opuścił boisko po drugim secie. W kolejnym meczu zwyciężyli 3:2 Coprę Berni Piacenza. W 10. kolejce ponownie rozegrali pięciosetowe spotkanie, jednakże, mimo 28 punktów Miljkovica, ulegli Itasowi Diatec Trentino 3:2. W ostatnich trzech kolejkach pierwszej części fazy zasadniczej odnieśli trzy zwycięstwa. W jedenastej rundzie pokonali 3:2 Bre Banca Lannutti Cuneo, a Ivan Miljković zakończył spotkanie z dorobkiem 30 punktów i po raz czwarty w sezonie został wybrany MVP meczu. W następnej kolejce odnieśli zwycięstwo nad Lube Banca Macerata, wygrywając 3:0. W trzynastej kolejce wygrali 3:2 z Famigliulo Corigliano, lecz Miljković w tym meczu nie wystąpił. Na półmetku rundy zasadniczej M. Roma Volley zajmowała drugie miejsce z dorobkiem 29 punktów, tracąc trzy „oczka” do zespołu Bre Banca Lannutti Cuneo. Miljković nie pojawił się również na boisku w pierwszym meczu rundy rewanżowej przeciwko Antonvenecie Padwa, wygranym przez jego zespół 3:2. Zespół M. Roma Volley zwyciężył w kolejnych pięciu spotkaniach i po 19 kolejkach był na pierwszym miejscu w tabeli Serie A. Serbski atakujący tylko w 14 kolejce przeciwko RPA-LuigiBacchi.it Perugia, wygranym 3:0, rozegrał całe spotkanie, zdobywając 14 punktów. W kolejnych 4 spotkaniach nie grał przeciwko Acqua Paradiso Gabeca Montichiari bądź był zmieniany w trakcie spotkania. Pierwszą porażkę w rundzie rewanżowej M. Roma Volley poniosła w 20 kolejce, ulegając 2:3 Prismie Taranto. Kolejne cztery spotkania również nie zakończyły się sukcesem zespołu z Rzymu i po 24 kolejkach spadli na 5. miejsce w tabeli. Miljković grał we wszystkich przegranych meczach, lecz nie w każdym spotkaniu wychodził w pierwszej „szóstce”. Ostatnie dwa spotkania zakończyły się sukcesem rzymskiego zespołu. W 25 kolejce pokonali 3:2 zespół Lube Banca Macerata, a Miljković zdobył w tym spotkaniu 24 punkty. W ostatniej kolejce pokonali 3:2 Famigliulo Corigliano. W tym meczu atakujący z Serbii wchodził tylko na krótkie zmiany, nie zdobywając nawet żadnego punktu. Po rundzie zasadniczej M. Roma Volley zajmowała 4. miejsce z dorobkiem 49 punktów.
W latach 2008–2010 reprezentował barwy greckiego Olympiakosu Pireus.
Od 2010 do 2015 był zawodnikiem tureckiego Fenerbahçe SK. Po 8 latach wrócił do Cucine Lube Banca Macerata, w sezonie 2016/2017 występował w Halkbanku Ankara.

### Kariera reprezentacyjna
Lista sukcesów Miljkovicia jest bardzo długa. Do największych osiągnięć należałoby zaliczyć złoto Igrzysk Olimpijskich w Sydney, srebrny i brązowy medal Mistrzostw Świata oraz dwa złote i trzy brązowe medale Mistrzostw Europy. Zawodnik, który nieprzerwanie od 1998 stanowił o sile trzech krajów – najpierw Jugosławii, później Serbii i Czarnogóry, a ostatnio Serbii, przed kwalifikacjami do Igrzysk Olimpijskich 2012 podjął decyzję o zakończeniu kariery reprezentacyjnej.

## Sukcesy klubowe
Puchar Włoch:
- 2001, 2003

Puchar CEV:
- 2001, 2005, 2006, 2008
- 2003

Liga Mistrzów:
- 2002
- 2016

Mistrzostwo Włoch:
- 2006
- 2003[31], 2004[32]

Superpuchar Włoch:
- 2006

Puchar Grecji:
- 2009

Mistrzostwo Grecji:
- 2009, 2010

Mistrzostwo Turcji:
- 2011, 2012, 2017
- 2014

Superpuchar Turcji:
- 2011, 2012

Puchar Turcji:
- 2012

Puchar Challenge:
- 2014

## Sukcesy reprezentacyjne
Mistrzostwa Świata:
- 1998
- 2010

Mistrzostwa Europy:
- 2001, 2011
- 1999, 2005, 2007

Igrzyska Olimpijskie:
- 2000

Puchar Wielkich Mistrzów:
- 2001

Liga Światowa:
- 2003, 2005, 2008, 2009
- 2002, 2004

Puchar Świata:
- 2003

## Nagrody indywidualne
- 2001 – MVP i najlepszy punktujący turnieju finałowego Ligi Światowej
- 2001 – MVP i najlepszy punktujący Mistrzostw Europy
- 2001 – MVP i najlepszy punktujący Pucharu Wielkich Mistrzów
- 2002 – MVP i najlepszy punktujący turnieju finałowego Ligi Światowej
- 2003 – MVP i najlepszy punktujący turnieju finałowego Ligi Światowej
- 2005 – MVP, najlepszy punktujący i serwujący turnieju finałowego Ligi Światowej w 2005 roku
- 2005 – Najlepszy serwujący Mistrzostw Europy
- 2006 – MVP i najlepszy blokujący Pucharu CEV
- 2007 – Najlepszy punktujący Mistrzostw Europy
- 2008 – Najlepszy atakujący Pucharu CEV
- 2008 – Najlepszy punktujący turnieju finałowego Ligi Światowej
- 2009 – Najlepszy punktujący turnieju finałowego Ligi Światowej
- 2011 – MVP Mistrzostw Europy
- 2014 – MVP Pucharu Challenge